# 김기원 (1878년)
김기원(金基元, 1878년 11월 9일 ~ 1934년 7월 14일)은 대한제국과 일제강점기의 군인이다. 본관은 안산(安山)이고 대한민국 공군의 초대 참모총장을 지낸 김정렬과 대한민국 공군의 창설 인사 가운데 한 사람인 김영환의 큰아버지이다.

## 생애
본적지는 한성부이다. 개화파 관료의 아들로 태어나 일찍 신문물에 눈을 떴다. 21세이던 1898년에 일본 관비유학생으로 선발되어 유학을 떠났고, 1903년에 일본 육군사관학교를 제15기로 졸업하였다.
일본육사를 졸업한 이듬해에 러일 전쟁이 발발했다. 근위 보병대에서 견습사관으로 복무하던 김기원도 대한제국 육군 보병 참위로 러일 전쟁에 참전했다. 이후 대한제국 육군무관학교 교관에 임명된 것을 시작으로 대한제국 무관으로 복무했다. 1907년 대한제국 군대 해산 때까지 육군 공병 참령과 시위공병대장 등을 역임했다.
1910년 한일 병합 조약이 체결되면서 공병 참령으로 조선주차군사령부 소속을 명 받았고, 1922년에 공병 중좌로 승진하였다. 은퇴한 뒤에는 만주사변 직후인 1931년에 조성근이 주도해 설립한 만몽재주동포협의회 평의원을 지낸 기록이 있다. 운현궁의 농장관리원으로 여생을 보냈다.
일본 정부는 군대 해산 전인 1906년에 김기원에게 훈5등 서보장을 수여했고, 1908년에는 러일 전쟁 때 정찰 활동 등에 세운 공로를 인정하여 훈5등 쌍광욱일장과 함께 은사금 350원을 하사했다. 한일 병합 후인 1912년에 한국병합기념장을 수여받았으며, 1920년에는 훈4등 서보장을 받았다.
2008년 민족문제연구소가 정리한 친일인명사전 수록예정자 명단 중 군 부문에 동생 김준원, 조카 김정렬과 함께 선정되었다. 2007년 대한민국 친일반민족행위진상규명위원회가 발표한 친일반민족행위 195인 명단 군인 부문에도 들어 있다.

## 같이 보기
- 일본육군사관학교
- 김정렬

## 참고 자료
- 친일반민족행위진상규명위원회 (2007년 12월). 〈김기원〉 (PDF). 《2007년도 조사보고서 II - 친일반민족행위결정이유서》. 서울. 1212~1219쪽쪽. 발간등록번호 11-1560010-0000002-10. [깨진 링크(과거 내용 찾기)]